# Pavetta nitidula
Pavetta nitidula är en måreväxtart som beskrevs av Friedrich Welwitsch och William Philip Hiern. Pavetta nitidula ingår i släktet Pavetta och familjen måreväxter. Inga underarter finns listade i Catalogue of Life.